# Галерея Джеймса Симона
Галерея Джеймса Симона (нем. James Simon-Galerie) — здание, которое в соответствии с мастер-планом застройки Музейного острова в Берлине возводится на месте снесённого в 1930-х годах складского сооружения по проекту Карла Фридриха Шинкеля. Сдача галереи в эксплуатацию намечена на 2018 год.
В соответствии с принятым в 1999 году мастер-планом Музейного острова Галерея Джеймса Симона станет центральным входом на остров и информационным центром для посетителей пяти музеев. Подземный Археологический бульвар свяжет новое здание со всеми музеями и распределит потоки посетителей. Помимо соответствующей современной музейной инфраструктуры в галерее предусматриваются залы для сменных экспозиций, что позволит разгрузить исторические музейные здания.
В конкурсе на проект здания победил британский архитектор Дэвид Чипперфилд, предложивший архитектурное решение в простом кубическом стиле из стали и сатинированного стекла. Проектные работы были остановлены в 2002 году заказчиками и финансирующими организациями в связи с угрожающим ростом расходов на санационные работы в Пергамском музее. В ноябре 2006 года бундестаг одобрил финансирование проекта в размере 73 млн евро.
В ответ на новый виток критики проекта Чипперфильд в декабре 2006 года заявил о пересмотре своего проекта, что подтвердил Фонд прусского культурного наследия. Однако критика проекта по-прежнему не угасала, и в феврале 2007 года с гражданской инициативой против имеющегося проекта здания выступила группа известных в Германии публичных людей, вставших на «защиту Музейного острова».
27 июня 2007 года Дэвид Чипперфильд представил новый проект, согласно которому залы для сменных выставок, предприятия общественного питания и музейные магазины разместятся на цокольном этаже колоннады вдоль реки Шпрее от Пергамского музея почти до самого Люстгартена.
Проектируемое строение с первоначальным рабочим названием «Berlin Cube» (Берлинский куб) в соответствии с решением, принятым в 2006 году, носит теперь имя известного берлинского мецената Джеймса Симона.